# Janka Diagilewa
Janka Diagilewa, właśc. Jana Stanisławowna Diagilewa, ros. Яна Станиславовна Дягилева (ur. 4 września 1966 w Nowosybirsku, zm. 9 maja 1991 w okolicach Nowosybirska) – rosyjska wokalistka i poetka punkowa. Współpracowała m.in. z pierwszą rosyjską grupą punkrockową Grażdanskaja Oborona.

## Życiorys
Rodzice Janki (Stanisław Iwanowicz Diagilew i Galina Diagilewa) byli inżynierami. Po ukończeniu szkoły średniej i przerwanej nauce w szkole muzycznej (klasa fortepianu), podjęła na prośbę rodziców studia w Nowosybirskim Instytucie Inżynierów Transportu Wodnego. W międzyczasie nauczyła się samodzielnie grać na gitarze. W 1985 podjęła pierwsze próby pisarskie. W 1987 poznała lidera Grażdanskiej Oborony Jegora Letowa, a w 1988 debiutowała albumem Не Положено. Obracała się w kręgach artystycznych, podróżowała autostopem, występowała solo, bądź jako basistka Grażdanskiej Oborony. Z biegiem czasu – mimo rosnącej popularności – jej teksty i wiersze zaczęły stawać się coraz bardziej depresyjne i mroczne. 
W maju 1991 pojechała z krewnymi na daczę w pobliżu dopływu rzeki Ob, Iny i zaginęła. Jej zwłoki odnaleźli w rzece rybacy, śledztwo potwierdziło samobójstwo. 9 maja przyjęto jako oficjalną datę śmierci Diagilewej.
Większość nagrań i zbiorów poezji Janki Diagilewej ukazała się publicznie po jej śmierci. Obecnie uznawana jest ona w Rosji za jedną z najważniejszych postaci muzycznej sceny niezależnej.

## Dyskografia
- Не Положено 1987
- Деклассированным Элементам 1988
- Запись с группой ЗАКРЫТОЕ ПРЕДПРИЯТИЕ 1988
- Домой! 1989
- Ангедония 1989
- Стыд и Срам 1991 (wersja akustyczna)
- Продано! 1989
- Стыд и Срам 1991 (wersja elektryczna)
- Не положено 1992 (rozszerzona edycja)
- Я оставляю еще пол-королевства 1992
- Столетний дождь 1993